# WASP-121
WASP-121是一个视星等为 10.4 的恒星，位于船尾座。 WASP-121 的质量和半径都类似太阳。 它的行星WASP-121b环绕着 WASP-121 ，每 1.27 天转一圈。 WASP-121b是第一个被发现在平流层包含水的系外行星。

## 行星系统

WASP-121b - 计算机模拟视图（2018年8月）

2015年，通过系外行星侦测法#凌日法发现了系外行星WASP-121b，它的轨道环绕WASP-121。 WASP-121b 是一个热木星，也是一个系外行星 。它的质量是木星的 1.18 倍，而半径是木星的 1.81 倍。 这个行星每 1.27天环绕 WASP-121一圈。 人们在WASP-121b的平流层中发现了高温的水分子。
| 成員 (依恆星距離) | 质量     | 半長軸 (AU) | 轨道周期 (天) | 離心率 | 傾角  | 半径    |
| ----------------- | -------- | ----------- | ------------- | ------ | ----- | ------- |
| b                 | 1.184 MJ | 0.02544     | 1.275         | 0.0    | 87.6° | 1.81 RJ |

## 画廊

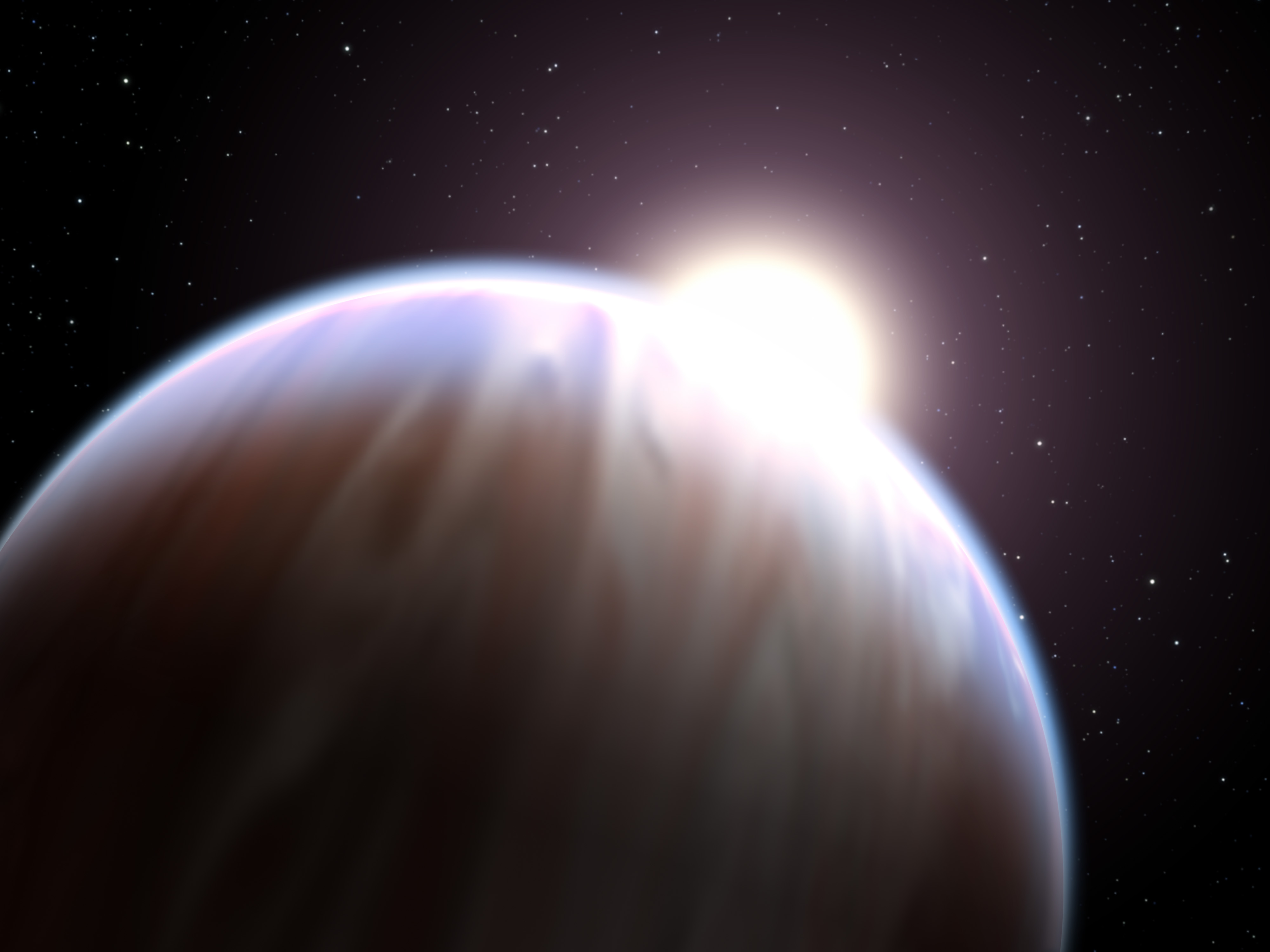
艺术家笔下的一个热木星的画像